# 萘夫西林
萘夫西林钠（英語：Nafcillin sodium）是青霉素类的窄谱β-内酰胺类抗生素。作为一种耐β-内酰胺酶的青霉素，它可用于治疗由革兰氏阳性菌引起的感染，尤其是对其他青霉素耐药的葡萄球菌。
萘夫西林被认为在治疗上等同于苯唑西林，尽管一项回顾性研究发现与服用苯唑西林的患者相比，服用萘夫西林的患者低钾血症和急性肾损伤的发生率更高。

## 适应症
萘夫西林适用于治疗葡萄球菌感染，但由耐甲氧西林金黄色葡萄球菌引起的除外。
美国临床实践指南推荐萘夫西林或苯唑西林作为没有人工心瓣患者葡萄球菌性心内膜炎的一线治疗选择。

## 副作用
与所有青霉素一样，可能会发生严重的危及生命的过敏反应。
较轻微的副作用包括：
- 低钾血症[6]
- 恶心和呕吐
- 腹泻，通常是由于正常胃肠道细菌受到抑制，有时会导致更严重的二重感染，如艰难梭菌感染
- 腹痛
- 影响口腔和舌头或阴道的酵母菌感染（鹅口疮）
- 粒细胞缺乏症、中性粒细胞减少症

## 相互作用
有证据表明萘夫西林诱导细胞色素P450酶，特别是CYP2C9。一些具有窄治疗窗的药物，如华法林和硝苯地平，由CYP2C9代谢。
萘夫西林含有作为稳定介质添加的盐。这些添加的盐可能会导致水肿或积液。如果担心充血性心力衰竭或肾脏疾病，应避免使用这种药物。